# Спецпідрозділ розвідувальної підтримки (США)
Спецпідрозділ розвідувальної підтримки (США) (англ. Intelligence Support Activity), або Спецпідрозділ розвідувальної підтримки армії США (англ. United States Army Intelligence Support Activity (USAISA) — спеціальний підрозділ, який входить до складу Командування розвідки та безпеки армії США та оперативно підпорядковується Об'єднаному Командуванню ССО США (JSOC). На цей підрозділ покладаються завдання забезпечення даними агентурної та радіоелектронної розвідки частин спеціальних місій, на котрі покладаються завдання найскладніших, найризикованіших та найважливіших спеціальних операцій у всьому світові. У JSOC підрозділ часто називають «Оранжева оперативна група» (англ. Task Force Orange). USAISA є одним із найменш відомих розвідувальних компонентів збройних сил США, якому поставлено завдання збирати оперативні розвідувальні дані під час або до виконання місій JSOC.
Спецпідрозділ розвідувальної підтримки вважають четвертим елементом так званих Частин спеціальних місій — комплексних міжвидових сил Об'єднаного Командування ССО, до якого входять: наземний компонент, армійський спецзагін «Дельта»; морський компонент — група морських котиків «DEVGRU» — колишня 6-та команда SEAL та повітряний компонент: 24-та ескадрилья спеціальної тактики.

## Історія
Влітку 1980 року для участі в другій спробі врятувати американських заручників, які утримувалися в посольстві Тегерана після провалу операції «Орлиний кіготь», була створена Група польових операцій (англ. Field Operations Group, FOG). Але в процесі підготовки до операції виявилася велика проблема у нестачі необхідних розвідданих.
Група польових операцій під командуванням полковника Джеррі Кінга діяла в Ірані, виконуючи різні таємні місії зі збору розвідувальної інформації. Робота, виконана FOG, була успішною, однак друга спроба (мала кодову назву операція «Кредібл Спорт») так і не відбулася, оскільки для її проведення не вистачало необхідних повітряних засобів.
Після скасування операції «Кредібл Спорт» FOG не було розформовано, а навпаки розширено. Американська адміністрація вважала, що резервні дані наземної розвідки потребують вдосконалення та уточнення, якщо майбутні спеціальні операції будуть успішними, оскільки ЦРУ не завжди надає всю необхідну інформацію. Таким чином, 3 березня 1981 року FOG було розгорнуто як постійний підрозділ і перейменовано на Спецпідрозділ розвідувальної підтримки армії США (USAISA). Цю ISA не слід плутати з підрозділом, створеним значно пізніше і відомим як Підрозділ наземної розвідувальної підтримки (англ. Ground Intelligence Support Activity (GISA), який підпорядковувався армійській розвідці G2.
У 1981 році Спецпідрозділ розвідувальної підтримки почав негайно відбирати нових операторів, збільшившись із початкових 50 членів FOG до приблизно 100. USAISA залишався надзвичайно секретною структурою; усі його записи були класифіковані за спеціальною програмою доступу, яка спочатку називалася OPTIMIZE TALENT. ISA отримав секретний бюджет у 7 мільйонів доларів, таємну штаб-квартиру в Арлінгтоні, у штаті Вірджинія, і назву Підрозділ тактичної концепції. ISA включав три основні оперативні підрозділи (командування, SIGINT і операцій) і аналітичне відділення, назва якого змінювалася протягом багатьох років (наприклад, Управління розвідки, Управління розвідки та безпеки). Полковник Джеррі Кінг став першим командиром ISA.
Місія ISA полягала в підтримці сил спеціальних операцій (насамперед 1-го SFOD-D і DEVGRU) в антитерористичних операціях та інших підрозділів спеціальних операцій. ISA забезпечуватиме ефективний збір розвідданих, пошук шляхів та оперативну підтримку. Протягом 1980-х років ISA провела кілька операцій переважно в Латинській Америці та на Близькому Сході, а також у Східній Африці, Південно-Східній Азії та Європі. Поточна організація ISA є засекреченою, але містить принаймні три складові (операції, SIGINT і підтримка місії/зв'язок).
ISA проводила різні місії, включно з наданням захисту лідеру Лівану Бачіру Джемайелю та спробі купити радянський танк Т-72 в Іраку (угода, яка була остаточно припинена іракцями).